# El Atef
El Atef est une petite ville et une commune rurale de province de Taourirt, dans la région orientale du Maroc. Au moment du recensement de 2004, la commune comptait 2471 habitants répartis dans 350 ménages.